# Чангу Нараян

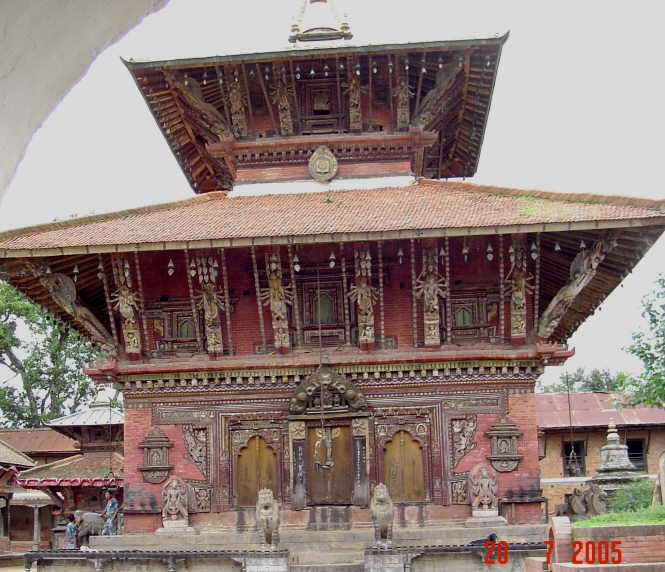
Храм Чангу Нараян

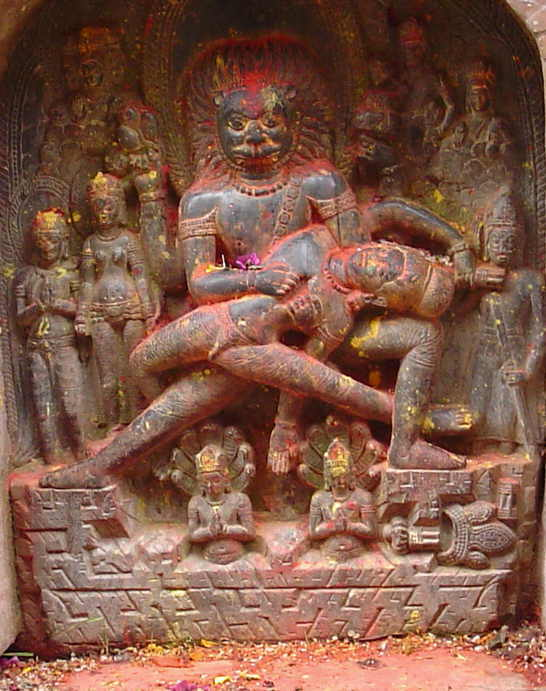
Барельеф с изображением Нарасимхи.

Чангу Нараян — неварский город и храмовый комплекс в долине Катманду в Непале, к востоку от Катманду и к северу от Бхактапура.
Храм находится на холме, который во время битвы богов Шива пригвоздил к земле своим оружием, город находится непосредственно под храмом, от города отходит горный хребет, поднимающийся к Нагаркоту.
Храмовый комплекс был построен в 323-ом году во время династии Личави, но после пожара в 1702 главный храм был перестроен заново. Главный храм посвящён Вишну, перед храмом стоит Гаруда с V века. Вокруг храма — много каменных изображений с тонкой резьбой периода Личави.